# Saint-Pierre-de-Chignac
Saint-Pierre-de-Chignac (okcitansko Sent Peir de Chinhac) je naselje in občina v francoskem departmaju Dordogne regije Akvitanije. Leta 2007 je naselje imelo 776 prebivalcev.

## Geografija
Kraj leži v pokrajini Périgord ob rekah Manoire in ruisseau de Saint-Geyrac, 15 km jugovzhodno od Périgueuxa.

## Uprava
Saint-Pierre-de-Chignac je sedež istoimenskega kantona, v katerega so poleg njegove, vključene še občine Atur, Bassillac, Blis-et-Born, Boulazac, La Douze, Eyliac, Marsaneix, Milhac-d'Auberoche, Notre-Dame-de-Sanilhac, Saint-Antoine-d'Auberoche, Saint-Crépin-d'Auberoche, Saint-Geyrac, Saint-Laurent-sur-Manoire in Sainte-Marie-de-Chignac z 19.613 prebivalci.
Kanton Saint-Pierre-de-Chignac je sestavni del okrožja Périgueux.

## Zanimivosti
- romanska cerkev sv. Petra v verigah, z zvonikom iz 19. stoletja,
- dvorec Château de Lardimalie iz 19. stoletja,
- dvorec Château des Maillots.